# Dženis Burnić
Dženis Burnić (Hamm, 22 mei 1998) is een Duits voetballer die doorgaans als verdedigende middenvelder speelt. Burnić wordt momenteel door Dynamo Dresden gehuurd van Borussia Dortmund.

## Clubcarrière

### Borussia Dortmund
Burnić speelde bijna zijn hele leven in de jeugdopleiding van Borussia Dortmund. In januari 2015 mocht hij als 16-jarige van toenmalig manager Jürgen Klopp mee op trainingskamp naar La Manga. Hij maakte echter zijn debuut onder Thomas Tuchel, die hem in de Champions League in de blessure tijd liet invallen voor Felix Passlack in de met 2-1 gewonnen wedstrijd tegen Sporting Lissabon. Hij maakte zijn debuut in de Bundesliga op 11 februari 2017 tegen SV Darmstadt 98.

### VfB Stuttgart
Op 10 juli 2017 werd Burnić uitgeleend aan VfB Stuttgart tot het eind van het seizoen.

### Dynamo Dresden
Op 31 januari 2019 werd bekend dat Burnić het rest van het seizoen uitgeleend zou worden aan Dynamo Dresden.

## Interlandcarrière
Burnić maakte deel uit van verschillende Duitse nationale jeugdelftallen.